# Чернова, Тамара Александровна
Тамара Александровна Чернова (род. 2 января 1928, Свердловск, РСФСР, СССР) — советская российская актриса, заслуженная артистка РСФСР (1966).

## Биография
Родилась 2 января 1928 года в Свердловске (ныне Екатеринбург). Отец — партийный работник. Мать — домохозяйка. Кроме Тамары, в семье было ещё две дочери.
Во время Великой Отечественной войны, будучи подростком, работала на заводе, также ухаживала за ранеными в госпитале. После войны отца перевели в Киев, где он занимался восстановлением разрушенной украинской столицы. В 1947 году в Киеве окончила театральную студию при Русском театре им. Леси Украинки. Далее переехала в Ленинград, где училась на актерском факультете Ленинградского театрального института на курсе Бориса Зона. Однако ленинградский вуз пришлось оставить из-за заманчивого предложения на съёмки в кино.
В 1950 году дебютировала в кино в военной драме Константина Юдина «Смелые люди», сыграла одну из главных ролей — Надежду Воронову. Фильм был снят в редком для советского кино жанре вестерна и повествовал о работниках конного завода, которые во время войны на оккупированной территории создали партизанский отряд. В пятидесятые годы фильм стал рекордсменом кинопроката, а Тамара Чернова получила всесоюзную известность. После съемок в фильме «Смелые люди» была принята на второй курс Школы-студии МХАТ, по окончании которой в 1953 году вошла в состав труппы Театр имени Моссовета, прослужила там до 1991 года.
В 1991 году Тамара Чернова из-за болезни ног и сердца была вынуждена уйти из театра, также перестала появляться на экране. Исключением стал фильм 1998 года «Бедная Лиза», в котором она сыграла мать Лизы.

### Театральные работы

#### Театр имени Моссовета
- 1957 — «Дали неоглядные» Н. Е. Вирты, режиссёр: Ю. А. Завадский — Настя
- 1959 — «Миллион за улыбку» А. Софронова — Нина Фомина
- 1961 — «Орфей спускается в ад» Т. Уильямса — Кэрол Катрир
- 1964 — «Маскарад» М. Ю. Лермонтова, режиссёр: Ю. А. Завадский — Нина
- 1964 — «Дядюшкин сон» по Ф. М. Достоевскому  — Зинаида
- 1964 — «Объяснение в ненависти» — Люба
- 1966 — «Странная миссис Сэвидж» Дж. Патрика; постановка Л. Варпаховского — мисс Вилли
- 1969 —«Другая» С. И. Алешина — Екатерина Васильевна (Катя)
- 1976 — «На полпути к вершине» П. Устинова — леди Фицбатресс
- 1976 — «Дом на песке» по пьесе Рустама Ибрагимбекова, режиссёр: Борис Щедрин — сестра Эльдара
- 1980 — «Чёрный гардемарин» А. Штейна — Марианна
- 1986 — «Цитата» Л. Г. Зорина — ...

## Личная жизнь
- Первый муж — Константин Савицкий, работал в ГАБТ художником по костюмам. Поженились в начале 1950-х. Позже брак распался. В браке родилась дочь Татьяна, которая позже подарила актрисе внучку Риту. Поскольку дочь сильно болела, внучка с 12 лет воспитывалась у Тамары Александровны.
- Второй муж — Борис Бруштейн, адвокат. Прожили вместе 10 лет.

В своё время Тамара Александровна подарила московскую квартиру внучке, а сама перебралась в Любим Ярославской области. Внучка Рита проживает на Мальте, замужем, воспитывает детей — правнуков Тамары Черновой.

## Фильмография
| Год  |   | Название                                 | Роль                                          |
| ---- | - | ---------------------------------------- | --------------------------------------------- |
| 1950 | ф | Смелые люди                              | Надежда Петровна Воронова                     |
| 1955 | ф | Бахтияр                                  | Саша Верховская                               |
| 1956 | ф | Путешествие в молодость                  | Марина Степановна Назарова                    |
| 1958 | ф | Хождение по мукам                        | женщина Сорокина                              |
| 1965 | ф | Как вас теперь называть?                 | сотрудница канцелярии                         |
| 1969 | ф | Дворянское гнездо                        | Мария Дмитриевна Калитиина                    |
| 1970 | ф | Две сестры                               | Анна Петровна                                 |
| 1971 | ф | Синее небо                               | Магда                                         |
| 1974 | ф | Великое противостояние                   | Ирина Михайловна, жена кинорежиссера Расщепея |
| 1975 | ф | Странная миссис Сэвидж (фильм-спектакль) | мисс Вили                                     |
| 1978 | ф | На полпути к вершине (фильм-спектакль)   | леди Фицбаттресс                              |
| 1979 | ф | Задача с тремя неизвестными              | Шустова, мама Олега                           |
| 1979 | ф | Железные игры                            | жена Милютина                                 |
| 1981 | ф | И с вами снова я                         | Наталья Ивановна Гончарова                    |
| 1982 | ф | Старинный детектив                       | знатная дама                                  |
| 1985 | ф | Город над головой                        | эпизод                                        |
| 1988 | ф | Защитник Седов (короткометражный)        | Мария Антоновна                               |
| 1996 | ф | Чтобы помнили                            | Халима                                        |
| 1998 | ф | Бедная Лиза                              | старая барыня                                 |